# Nulla in mundo pax sincera
Nulla in mundo pax sincera é um moteto sagrado composto por Antonio Vivaldi em 1735 para um texto em latim de autoria desconhecida, cujo título pode ser traduzido como "Não há verdadeira paz no mundo" ou "Não há paz verdadeira neste mundo sem amargura". Escrito na escala de dó maior e em estilo típico do Barroco italiano lírico, é orquestrado para solo de soprano, dois violinos, viola e baixo contínuo (normalmente um instrumento de violoncelo e teclado, embora no caso de Vivaldi, muitas vezes um órgão). O texto baseia-se nas imperfeições de um mundo cheio de maldade e pecado, e louva Jesus pela salvação que ele oferece. É considerado um dos motetos em solo mais bonitos de Vivaldi.
O moteto consiste em três partes (Ária; Recitativo; Ária), seguido por um Alleluia no fim. A execução inteira da peça dura aproximadamente 13 minutos.

## Texto
| Ária. Nulla in mundo pax sincera sine felle; pura et vera, dulcis Jesu, est in te. Inter poenas et tormenta vivit anima contenta casti amoris sola spe. Recitativo. Blando colore oculos mundus decepit at occulto vulnere corda conficit; fugiamus ridentem, vitemus sequentem, nam delicias ostentando arte secura vellet ludendo superare. Ária. Spirat anguis inter flores et colores explicando tegit fel. Sed occulto factus ore homo demens in amore saepe lambit quasi mel. Alleluia. | Ária. Neste mundo não há paz honesta livre de amargura; pura e verdadeira doce Jesus, encontra-se em Ti. Em meio a punição e tormento vive a alma contente, amor casto sua única esperança. Recitativo. Este mundo engana o olho por encantos da superfície, mas é corroído dentro por feridas escondidas. Vamos fugir daquele que sorri, vamos evitar o que nos segue, exibindo habilmente seus prazeres, este mundo este mundo nos oprime por engano. Ária. O silvo da serpente oculta seu veneno, enquanto ela se desenrola entre as flores e beleza. Mas com um beijo furtivo, um homem enlouquecido por amor beijará como se lambesse o mel. Alleluia. |

## Cultura popular
A primeira ária, cantada por Jane Edwards, foi apresentada no filme Shine de 1996.